# Сребрено
42°37′ пн. ш. 18°11′ сх. д. / 42.62° пн. ш. 18.19° сх. д.
Сребрено (хорв. Srebreno) — населений пункт у Хорватії, в Дубровницько-Неретванській жупанії у складі громади Жупа Дубровацька.

## Населення
Населення за даними перепису 2011 року становило 428 осіб.
Динаміка чисельності населення поселення: